# Nani Jiménez
Nani Jiménez Puerta (Valencia, 9 de diciembre de 1981) es una actriz y modelo española, conocida principalmente por su papel de Asun Falcó en la serie de televisión L'Alqueria Blanca.

## Biografía
Alcanzó cierta popularidad en la Comunidad Valenciana al interpretar un papel en la serie L'Alqueria Blanca de la televisión autonómica de Canal 9, donde interpretó a Assun Falcó.
En 2009 se incorporó a la serie de televisión El internado, en su sexta temporada, interpretando a Amaia, una brillante y atractiva alumna del Internado Laguna Negra, a la que le cuesta integrarse en el grupo de amigos de Marcos, por el que se siente atraída. Permaneció en la serie desde finales de la sexta temporada hasta la séptima, cuando finalizó.
En 2011 se incorpora al reparto de la 20 temporada de Hospital Central dónde interpreta a Ariadna, una joven doctora que se incorpora al Central en su primer año como residente. Sus cualidades y talento como médico no pasan desapercibidas, aunque le falta algo muy importante en esta profesión: la vocación. Ariadna rehúye los casos complicados para no tener que tomar decisiones y evitar involucrarse con los pacientes con los que no empatiza.
En 2012 formó parte del elenco de la serie Isabel dando vida a Isabel de Solís "Zoraida", reina de Granada, que fue raptada por el rey Muley Hacén. Más recientemente ha participado en el serial diario Amar es para siempre, dando vida a Isabel Hernández.
Ha trabajado como modelo en algunas campañas publicitarias y ha participado en varias películas de cine: 3 días, Lo que tiene el otro y películas para televisión como Mi verano con Marián.

## Filmografía

### Televisión
| Años      | Título                             | Personaje            | Cadena    | Notas         |
| --------- | ---------------------------------- | -------------------- | --------- | ------------- |
| 2006      | El cas de la núvia dividida        |                      | TV3       | TV Movie      |
| 2007      | Mi último verano con Marián        | Carla                | Canal 9   | TV Movie      |
| 2007-2012 | L'Alqueria Blanca                  | Assun Falcó Martínez | Canal 9   | 110 episodios |
| 2009-2010 | El internado                       | Amaia González       | Antena 3  | 25 episodios  |
| 2011      | 6 motivos para dudar de tus amigos | Gabriela             | Canal 9   | TV Movie      |
| 2011      | Carmina                            |                      | Telecinco | 1 episodio    |
| 2012      | Hospital Central                   | Ariadna Rubio        | Telecinco | 17 episodios  |
| 2013      | Isabel                             | Isabel de Solís      | TVE       | 7 episodios   |
| 2014      | Los misterios de Laura             | Beatriz Vila         | TVE       | 1 episodio    |
| 2015      | Amar es para siempre               | Isabel Hernández     | Antena 3  | 52 episodios  |
| 2021      | Valeria                            | Virginia             | Netflix   | 2 episodios   |

### Largometrajes
- Lo que tiene el otro, reparto. Dir. Miguel Perelló (2007)
- Tres días, como Ella. Dir. F. Javier Gutiérrez (2008)
- Sexykiller, morirás por ella, como chica monja. Dir. Miguel Martí (2008)
- Cien años de perdón, como Laura. Dir. Daniel Calparsoro (2015)

### Cortometrajes
- Un reflejo de ti, como She. Dir. Ramón Rodríguez (2012)

## Vida privada
Mantiene una relación con el también actor Miguel Barberá. El 6 de abril de 2017 nació el primer hijo de ambos, un niño llamado Enric.